# Aresches
Aresches település Franciaországban, Jura megyében. Lakosainak száma 27 fő (2022. január 1.). Aresches Pont-d’Héry, Andelot-en-Montagne, Lemuy és Thésy községekkel határos.

## Népesség
A település népességének változása:
| Lakosok száma | 52   | 44   | 51   | 45   | 38   | 36   | 32   | 30   | 28   | 27   |
|               | 1968 | 1982 | 1990 | 2006 | 2013 | 2015 | 2017 | 2019 | 2020 | 2022 |